# メバロン酸経路

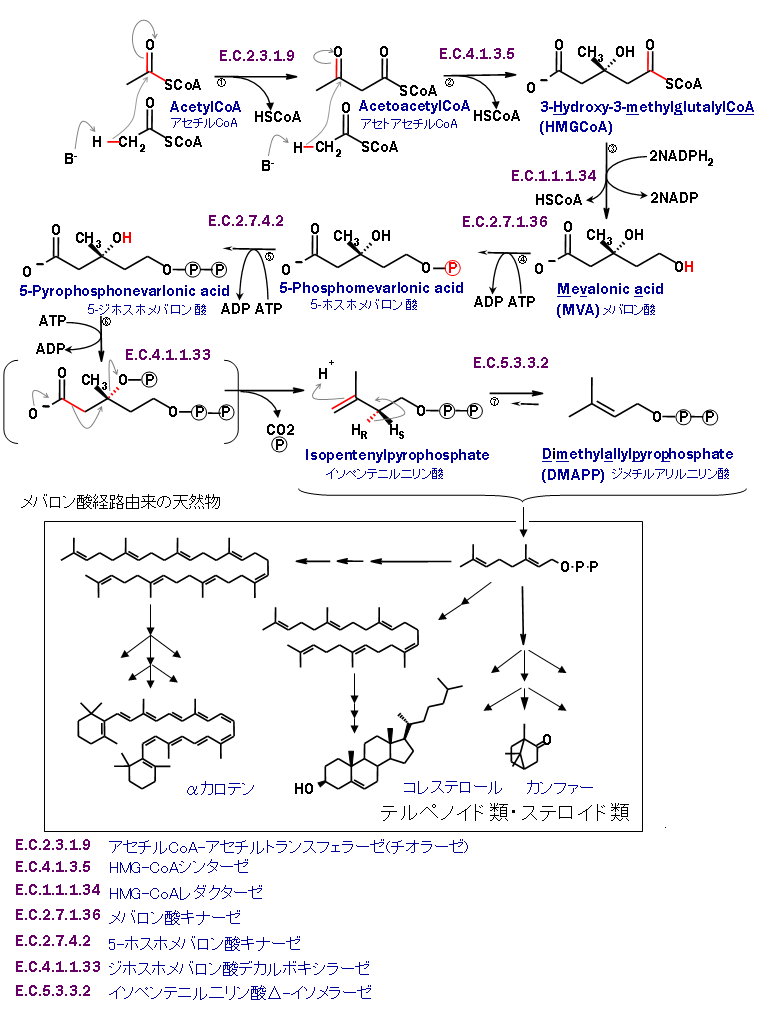
メバロン酸経路

メバロン酸経路（メバロンさんけいろ）はイソプレノイド（テルペノイド）合成の出発物質であるイソペンテニル二リン酸（IPP）およびジメチルアリル二リン酸（DMAPP）をアセチルCoAから合成する生合成経路である。真核生物の細胞膜に普遍的に存在するステロール（例えばコレステロール）や、タンパク質の翻訳後修飾（プレニル化）に用いられる脂質（例えばファルネシル二リン酸）の合成などに関与する。律速段階はヒドロキシメチルグルタリルCoA (HMG-CoA) がメバロン酸に還元される反応であり、これが名称の由来である。

イソペンテニル二リン酸を合成する生合成経路は他にも非メバロン酸経路がある。真核生物はほとんどがメバロン酸回路をもつが、光合成を行う真核生物（藻類、陸上植物）の中には葉緑体の起源であるシアノバクテリア由来の非メバロン酸回路を同時にもつものが多数存在する。これらの生物では、メバロン酸経路は細胞質基質に存在するのに対し、非メバロン酸経路はプラスチドに存在する。一方、本来のメバロン酸回路を失い非メバロン酸回路のみを保持しているものもいる（例えば緑藻）。大部分の細菌は非メバロン酸回路をもつが、一部の細菌はメバロン酸回路をもつことが知られている。古細菌はメバロン酸回路のみをもつが、真核生物とは一部関与する酵素が異なる（変形メバロン酸回路）。

## メバロン酸経路の反応
真核生物がもつ経路は以下のようになり、７つの酵素反応から成る。
| EC番号   | 酵素名                                                | 基質                   | 基質        | 生成物       | 生成物                 |
| -------- | ----------------------------------------------------- | ---------------------- | ----------- | ------------ | ---------------------- |
| 2.3.1.9  | アセチルCoAアセチルトランスフェラーゼ（チオラーゼII） | 2アセチルCoA           |             | CoA          | アセトアセチルCoA      |
| 2.3.3.10 | HMG-CoAシンターゼ                                     | アセトアセチルCoA      | アセチルCoA | CoA          | HMG-CoA                |
| 1.1.1.34 | HMG-CoAレダクターゼ                                   | HMG-CoA                | 2NADPH      | 2NADP+, CoA  | メバロン酸             |
| 2.7.1.36 | メバロン酸キナーゼ                                    | メバロン酸             | ATP         | ADP          | 5-ホスホメバロン酸     |
| 2.7.4.2  | 5-ホスホメバロン酸キナーゼ                            | 5-ホスホメバロン酸     | ATP         | ADP          | 5-ジホスホメバロン酸   |
| 4.1.1.33 | ジホスホメバロン酸デカルボキシラーゼ                  | 5-ジホスホメバロン酸   | ATP         | ADP, CO2, Pi | イソペンテニル二リン酸 |
| 5.3.3.2  | イソペンテニル二リン酸Δ-イソメラーゼ                  | イソペンテニル二リン酸 |             |              | ジメチルアリル二リン酸 |

このうち２つの酵素について、実際には機能的に同等な複数の酵素が存在し、生物種によって保持している組み合わせが異なる。
まず、３番目の酵素であるHMG-CoAレダクターゼには２種類ある（タイプ１とタイプ２）。タイプ１（EC1.1.1.34）は補酵素としてNADPHと利用するのに対して、タイプ２（EC1.1.1.88）はNADHを利用する。生物界における両者の分布は複雑で、近縁種であっても異なるタイプをもっている場合がある。タイプ１およびタイプ２はアミノ酸配列が相同であり、共通祖先から分岐して互いに独立して進化したと考えられる。
同様に、メバロン酸経路の最後の酵素であるイソペンテニル二リン酸イソメラーゼにも２つの種類（タイプ１とタイプ２）が存在する。こちらも分布は複雑で、近縁種であっても異なるタイプをもっている場合がある。こちらは両タイプにアミノ酸配列の相同性は見られない。

## 変形メバロン酸経路
古細菌には、真核生物および細菌のもつメバロン酸経路とは別に、一部のルートが異なる変形型のメバロン酸経路が複数存在する。一方、真核生物および細菌の間では、上記のような機能的に同等な複数の酵素が存在するものの、経路自体に差異は存在しない。大部分の古細菌がもつメバロン酸経路が完全に解明されたのはごく最近である。
古細菌には、現在のところ４種類のメバロン酸経路が確認されている。このうち一つは大部分の古細菌に分布しており、少なくとも古細菌の共通祖先にまで起源が遡ると考えられる（ルート１）。このルートではまず、1番目の酵素反応は同じ酵素グループ（チオラーゼ）に属する、しかしチオラーゼIIとは別個の酵素により触媒される。また、5-ホスホメバロン酸からイソペンテニル二リン酸に至るまでの部分が、異なる酵素反応により異なる中間体を経て３段階で進行する。5-ホスホメバロン酸は、まず脱水酵素により無水5-ホスホメバロン酸となり、続いて脱炭酸酵素によりイソペンテニル一リン酸となる。最後にリン酸化酵素によりイソペンテニル二リン酸を生じる。
残る３つ（ルート２から４）は古細菌の限られた系統にのみ見られ、これらのルートは遺伝子の水平遷移によって比較的新しい時代にもたらされたと考えられる。ルート２では、5-ホスホメバロン酸は脱炭酸酵素により一段階でイソペンテニル一リン酸に変換され、続いて上記と同じリン酸化酵素によりイソペンテニル二リン酸を生じる。このルートはハロバクテリアにのみ見つかっている。一方、細菌であるクロロフレクサスにもこのルートが見つかっている。ルート３では、メバロン酸からリン酸化により3-ホスホメバロン酸を生じ、さらに連続するリン酸化により3,5-ビスホスホメバロン酸を生成する。続いて脱炭酸化によりイソペンテニル一リン酸を生じ、ルート１・２と同じリン酸化酵素によりイソペンテニル二リン酸が生成する。このルートは主にテルモプラズマ綱に限定される。最後に真核生物・細菌タイプのメバロン酸経路（ルート４）も、スルフォロブス目（Sulfolobales）にほぼ限定されているが見つかっている。これは真核生物または細菌からもたらされたと思われる。英語版も参照。
メバロン酸経路のうちメバロン酸の合成までの経路は３つすべてのドメインで比較的よく保存されているのに対し、メバロン酸以降はドメイン間、およびドメイン内でも差異を生じている。次節で述べるように、メバロン酸以降の酵素反応は大部分が互いに相同な酵素群（GHMP酵素ファミリー）によって触媒されており、この酵素群の機能的な多様化が各ドメインで複数回生じたと推測される。

## メバロン酸経路の進化
メバロン酸経路は真核生物と古細菌にほぼ普遍的に分布している。対して細菌内での分布は限定的である（細菌の多くは非メバロン酸経路をもつ）。しかし、非メバロン酸経路と異なり、メバロン酸経路が３つすべてのドメインに分布していることや、分子系統解析の結果、メバロン酸経路を構成する複数の酵素の進化系統樹において各ドメインが別個のクレードを形成することから、全生物の共通祖先（LUCA）はメバロン酸経路をもっていたと推定された。この場合、真核生物および古細菌はメバロン酸経路を共通祖先時代から現在に至るまで維持しているのに対して、細菌では非メバロン酸経路が新たに進化し、一部の細菌のみが本来のメバロン酸経路を保持していることになる。しかし、実際には真核生物と古細菌では経路の一部が異なるのに対して、逆に真核生物と細菌では保持するメバロン酸経路が同一である。実際、より近年の分子系統解析では、真核生物のメバロン酸経路は古細菌ではなく細菌由来（遺伝子の水平遷移）であると推定されている。いずれにせよ、LUCAがメバロン酸経路自体をすでに保持していた可能性は高い。ただし、LUCAがもっていた経路はよく知られる真核生物がもつ経路とは、メバロン酸以降の部分が異なっていた可能性がある。
真核生物および細菌のメバロン酸経路では、メバロン酸からイソペンテニル二リン酸（IPP）までの３つの酵素反応はすべて相同な酵素群（GHMP酵素ファミリー）によって触媒される。一方、大部分の古細菌がもつ変形メバロン酸経路（ルート１、無水ホスホメバロン酸経由）ではホスホメバロン酸からイソペンテニル二リン酸までの区間は真核生物・細菌とは別ルートで、２つの非GHMP酵素によって触媒される。したがって、３つのドメインすべてにおいて保存されているGHMP酵素はメバロン酸キナーゼのみである。そのため、真核生物・細菌のメバロン酸経路における他のGHMP酵素は、メバロン酸キナーゼから機能的に分岐した可能性がある。一方、古細菌がもついくつかの変形メバロン酸経路（ルート２および３）も、各ルートの分岐はすべてメバロン酸の合成以降で、それぞれ異なるGHMP酵素が関与する。そのため、これら古細菌がもつ複数のGHMP酵素もメバロン酸キナーゼから機能的に分岐して成立した可能性がある。GHMP酵素ファミリーに属する酵素は、非メバロン酸経路にもみつかっており（4-ジホスホシチジル-2-C-メチル-D-エリトリトールキナーゼ；IspE）、この酵素ファミリーの起源はイソプレノイド生合成と同じかそれ以前に遡ると考えられる。
ちなみに、メバロン酸経路の最初の２つの酵素であるチオラーゼとHMG-CoAシンターゼも互いに相同で進化的に関連している。ただし、それぞれの出現時期については現在のところ知られていない。チオラーゼはイソプレノイド生合成だけでなく、複数の代謝経路に関与している（チオラーゼIなど）ことから、HMG-CoAシンターゼはすでに存在していたチオラーゼ酵素ファミリーの中から進化した可能性がある。

## メバロン酸経路を標的とした薬剤
メバロン酸経路に関わる薬剤としてはスタチンとビスホスホネートがある。
スタチンはメバロン酸経路の律速段階となっているHMG-CoAレダクターゼを競合的に阻害することによってコレステロール合成を低下させる。
一方、ビスホスホネート（特にアミノビスホスホネート）は破骨細胞に取り込まれるとメバロン酸経路の下流でタンパク質のプレニル化に関わるファルネシル二リン酸を合成する酵素（ファルネシル二リン酸合成酵素）を阻害する。それによりGTPaseのような細胞シグナルに関わるタンパク質の翻訳後修飾を阻害することで破骨細胞のアポトーシスを誘導し骨代謝を抑制する。